# Hannelore Auer
Pour les articles homonymes, voir Auer.
Hannelore Auer (née le 30 mai 1942 à Linz et morte le 8 novembre 2023 à Kitzbühel) est une chanteuse et actrice autrichienne.

## Biographie
Fille d'un facteur, elle est l'élève de l'École fédérale de commerce de la mode et de l'art commercial à Linz pendant quatre ans. Elle participe à un concours de chant à Vienne en 1957 à l'âge de 15 ans et remporte avec les titres Tausendmal möchte ich dich küssen et Fällt das gelbe Laub im Oktober la deuxième place. Elle peut publier des singles pour des maisons de disques opérant en Autriche (His Master’s Voice, Parlophone). Fin 1959, elle obtient un contrat d'enregistrement avec la grande maison de disques allemande Electrola, où elle publia sept singles sans succès jusqu'en 1963. En 1960, elle représente l'Allemagne avec quatre autres interprètes au Coupe d'Europe du tour de chant et remporte le concours. À l'été 1962, elle interprète le générique en allemand du film It Happened in Athens composé par Manos Hatzidakis. La chanson figure dans le classement du magazine allemand Musikmarkt pendant dix-sept semaines. En 1963, Auer rejoint le label Decca, où elle produit six singles jusqu'en 1965. Il y a deux duos avec Teddy Parker et un avec Manfred Schnelldorfer. Avec Schnelldorfer, elle chante un autre duo publié par Cantagallo, un sous-label d'Ariola. Dans l'année, elle sort ensuite cinq singles. En 1968, Metronome publie le LP Ein Busserl aus Wien et en 1984, EMI sort deux singles avec elle et son mari Heino sous le label "Heino & Hannelore".
Auer est au début des années 1960 la compagne du réalisateur Franz Antel qui lui confie plusieurs rôles de figuration dans ses comédies. Dans certains films, cependant, elle n'est qu'une brève apparition en tant que chanteuse. Jusqu'en 1972, elle a joué dans 24 films et sept téléfilms. Après son mariage avec Auersperg depuis 1968, elle figure toujours dans les films d'Antel.
Hannelore Auer fait désormais partie intégrante de la jet set qui attire moins l'attention de la presse people par son œuvre que par sa vie privée. En 1968, après une demande en mariage de Franz Antel qu'elle refuse, elle devient la deuxième épouse d'Alfred prince d'Auersperg (1936-1992). Après le divorce en 1979, elle épouse le chanteur schlager Heino (Heinz Georg Kramm). Elle devient son manager et apparaît souvent avec lui, par exemple en tant que co-animatrice de l'émission de musique de variétés Heino und Hannelore. En 2004, elle a un infarctus du myocarde. C'est l'une des raisons pour lesquelles Heino interrompt sa carrière.

## Discographie
SIngles
| Faces A/B                                                                        | Catalogue               | Date    |
| -------------------------------------------------------------------------------- | ----------------------- | ------- |
|                                                                                  | His Masters Voice (AUT) |         |
| Dancing Bobby / Das mach ich alles nur so zum Vergnügen                          | 9072                    | 01/1959 |
|                                                                                  | Parlophone (AUT)        |         |
| Immer dann / Du, nur du                                                          | 5016                    | 04/1959 |
|                                                                                  | Electrola               |         |
| Cigarillos aus Havanna / Dreimal darfst du raten                                 | 21382                   | 01/1960 |
| Picula Bambina / Seemann, komm doch nach Hause                                   | 21549                   | 08/1960 |
| Warum dreh'n die Männer sich um / O mein Peterle                                 | 21753                   | 03/1961 |
| Du schenkst mir Rosen / Hallo, wann kommst du?                                   | 22068                   | 04/1962 |
| Was in Athen geschah / Die Sterne von Athen                                      | 22213                   | 07/1962 |
| Träume sind wunderschön / Eine Insel am Ende der Welt                            | 22368                   | 02/1963 |
| Übermut im Salzkammergut / Tamoure am blauen See                                 | 22470                   | 07/1963 |
|                                                                                  | Decca                   |         |
| Immer du / Weißer Sand                                                           | 19484                   | 12/1963 |
| Was man von den Sternen so alles lernen kann / Almdudl-Twist (avec Teddy Parker) | 19515                   | 02/1964 |
| Warum schlägt dein Herz nicht mehr für mich? / Ein Strand voll Kavaliere         | 19549                   | 06/1964 |
| In Athen gibt es ein Wiedersehen / Wenn du Sehnsucht hast, Johnny                | 19623                   | 09/1964 |
| Kiss me Darling / Irgendwann fängt doch jeder an (avec Manfred Schnelldorfer)    | 19635                   | 11/1964 |
| Musik gehört dazu / Zwei gute Freunde (avec Teddy Parker)                        | 19698                   | 09/1965 |
|                                                                                  | Cantagallo              |         |
| Sag' nicht vor allen Leuten Baby zu mir / Treu muss er sein                      | 18558                   | 09/1965 |
| Komm und tanze mit Zorba / Amore addio                                           | 18560                   | 09/1965 |
| Einmal wird die Sonne wieder scheinen / Lass mich nicht allein                   | 18770                   | 04/1966 |
| Nur mein Herz bleibt in Mallorca / Annabelle d'Avignon                           | 19008                   | 08/1966 |
| Liebe Liebelei / Heut' ist ein Abend zum Träumen (avec Manfred Schnelldorfer)    | 19046                   | 10/1966 |
|                                                                                  | EMI (Heino & Hannelore) |         |
| Halt dich fit - wander' mit! / Zwei Herzen und vier Wanderschuh’                 | 1469127                 | 1984    |
| Ich will dich nie mehr weinen sehn / Mein Liebstraum                             | 1469907                 | 1984    |

Albums
- Hannelore Auer : Ein Busserl aus Wien, Metronome 10.187, 1968
- Heino & Hannelore : Die Liebe ist das Gold des Lebens, EMI 1469961, 1984

## Filmographie
- 1960 : Ich heirate Herrn Direktor
- 1960 : Willy, der Privatdetektiv (de)
- 1962 : Das ist die Liebe der Matrosen (de)
- 1962 : Ohne Krimi geht die Mimi nie ins Bett (de)
- 1962 : Dites-le avec des fleurs (Ich bin auch nur eine Frau) de Alfred Weidenmann : Gerda
- 1963 : Sing, aber spiel nicht mit mir (de)
- 1963 : Nos folles nièces (Unsere tollen Nichten) de Rolf Olsen : Brigitte Branier
- 1963 : Eheinstitut Harmonie (TV)
- 1963 : Übermut im Salzkammergut (de)
- 1963 : Komm mit auf den Rummelplatz (TV)
- 1963 : Les Romanticos (… denn die Musik und die Liebe in Tirol) de Werner Jacobs : Monika
- 1963 : Bal masqué à Scotland Yard (Maskenball bei Scotland Yard ) de Domenico Paolella
- 1964 : Schwejks Flegeljahre (de)
- 1964 : Vacances à Saint-Tropez (Holiday in St. Tropez)
- 1964 : Die lustigen Weiber von Tirol (de)
- 1965 : Tausend Takte Übermut (de)
- 1965 : Ich kauf mir lieber einen Tirolerhut (de)
- 1965 : Vom Ersten das Beste (TV)
- 1966 : Komm mit zur blauen Adria (de)
- 1966 : Der nächste Urlaub kommt bestimmt (TV)
- 1966 : Das sündige Dorf (de)
- 1966 : Saison in Salzburg (TV)
- 1966 : Le Château hanté dans le Salzkammergut (Das Spukschloß im Salzkammergut) de Hans Billian et Rolf Olsen
- 1967 : Mieux vaut faire l'amour de Franz Antel : Sophie
- 1968 : Commissaire X - Trois panthères bleues (de)
- 1968 : Otto a un faible pour les femmes (Otto ist auf Frauen scharf) de Franz Antel : Trixi
- 1968 : Oui à l'amour, non à la guerre (Frau Wirtin hat auch einen Grafen) de Franz Antel : Sophie
- 1969 : Die Eintagsfliege (TV)
- 1969 : Commissaire X et les Trois Serpents d'or (Kommissar X – Drei goldene Schlangen) de Roberto Mauri : la petite-amie de Walker aux USA (non créditée)
- 1970 : Luftsprünge (série télévisée, un épisode)
- 1970 : Frau Wirtin bläst auch gern Trompete (de)
- 1971 : Diamantendetektiv Dick Donald (série télévisée, un épisode)
- 1972 : Tout se déchaîne au Wolfgangsee (Außer Rand und Band am Wolfgangsee) de Franz Antel